# Frog and Toad
"Frog and Toad" são os personagens principais de uma série de livros infantis, escritos e ilustrados pelo norte-americano Arnold Lobel (que também escreveu Mouse Soup ).
Cada livro contém cinco histórias simples, muitas vezes bem-humoradas, às vezes pungentes, narrando as façanhas de um sapo e seu amigo, uma rã. Algumas de suas aventuras incluem a tentativa de empinar pipa, limpar a casa suja do Frog em vez de adiar as tarefas para o dia seguinte, e descobrir diferentes razões para o isolamento.
O Frog é mais alto com uma sombra verde e é mais alegre e descontraído do que o Toad; já Toad é mais baixo e robusto com um tom castanho e, embora tão carinhoso e amigável como o Frog, é também o mais sério e tenso da dupla.
Em 2008, cerca de 21 anos após a morte de seu autor - Arnold Lobel, três dos livros da série Frog and Toad não coloridos e não publicados foram descobertos em um leilão imobiliário. Eles foram consolidados em dois livros e coloridos pela filha de Lobel, Adrianne Lobel.

## Origens
Quando Lobel estava doente e fora da escola durante a segunda série, ele se manteve ocupado desenhando. Ele usou seus desenhos de animais como uma maneira de lidar com a insegurança social de seu retorno a escola e fazer novos amigos. Seus livros sobre amigos animais, como Frog and Toad, foram extraídos dessas experiências. O próprio Lobel escreveu "Frog and Toad são realmente dois aspectos de mim mesmo".

## Prêmios
O livro Frog and Toad are Friends foi vice-campeão da Medalha Caldecott da Associação Americana de Bibliotecas (ALA), que premia a melhor ilustração de livro ilustrado infantil. Em 2012, foi classificado como número 15° entre os "Top 100 livros de imagens" em uma pesquisa publicada pela School Library Journal.
Já o livro Frog and Toad All Year ganhou um Christopher Award em 1977. 

## Livros
- Frog and Toad are Friends (1970),  LCCN 73-105492[6]
- Frog and Toad Together (1972),  LCCN 73-183163[7]
- Frog and Toad All Year (1976),  LCCN 76-2343[8]
- Days with Frog and Toad (1979), ISBN 081243417X),  LCCN 78-21786[9]